# Lijst van afleveringen van Unhappily Ever After
Dit is een lijst met afleveringen van de Amerikaanse televisieserie Unhappily Ever After. De serie telt 5 seizoenen. Een overzicht van alle afleveringen is hieronder te vinden.

## Seizoen 1
| Nr. | Titel aflevering                          | Uitzenddatum VS  |
| --- | ----------------------------------------- | ---------------- |
| 1   | Pilot                                     | 11 januari 1995  |
| 2   | Gift of the Magnovox                      | 18 januari 1995  |
| 3   | Jack's First Date                         | 25 januari 1995  |
| 4   | The Bigger They Are, the Harder They Fall | 1 februari 1995  |
| 5   | Jack the Ripper                           | 8 februari 1995  |
| 6   | Run                                       | 15 februari 1995 |
| 7   | The Descent of Man                        | 22 februari 1995 |
| 8   | Boxing Mr. Floppy                         | 1 maart 1995     |
| 9   | Don Juan De Van Nuys                      | 15 maart 1995    |
| 10  | Mistress Jennie                           | 22 maart 1995    |
| 11  | Daddy's Little Girl                       | 3 mei 1995       |
| 12  | The Great Depression                      | 10 mei 1995      |
| 13  | Hoop Dreams                               | 17 mei 1995      |

## Seizoen 2
| Nr. | Titel aflevering                      | Uitzenddatum VS   |
| --- | ------------------------------------- | ----------------- |
| 1   | Jack Moves Back                       | 6 september 1995  |
| 2   | Zit Could Happen to You               | 13 september 1995 |
| 3   | The Rat                               | 20 september 1995 |
| 4   | Rocky IV                              | 27 september 1995 |
| 5   | Rock Star                             | 4 oktober 1995    |
| 6   | Driving Me Crazy                      | 11 oktober 1995   |
| 7   | A Touch of Glass                      | 25 oktober 1995   |
| 8   | A Line in the Sand                    | 8 november 1995   |
| 9   | Making the Grade                      | 15 november 1995  |
| 10  | Honey, I Screwed Up the Kids for Life | 22 oktober 1995   |
| 11  | The Whiz Kid                          | 29 november 1995  |
| 12  | Hot Wheels                            | 20 december 1995  |
| 13  | Picnic of Pain and Peril              | 10 januari 1996   |
| 14  | Meter Maid                            | 31 januari 1996   |
| 15  | In the Stars                          | 7 februari 1996   |
| 16  | Mr. No                                | 14 februari 1996  |
| 17  | The Agony of Victory                  | 20 februari 1996  |
| 18  | All About Jennie                      | 28 februari 1996  |
| 19  | Jack Writes Good                      | 1 mei 1996        |
| 20  | Gils Who Wear Glasses                 | 8 mei 1996        |
| 21  | Leaving Van Nuys                      | 15 mei 1996       |
| 22  | getting more Then Some                | 22 mei 1996       |

## Seizoen 3
| Nr. | Titel aflevering                 | Uitzenddatum VS   |
| --- | -------------------------------- | ----------------- |
| 1   | Tiffany's Rival                  | 8 september 1996  |
| 2   | Beach Party                      | 15 september 1996 |
| 3   | Angel Gone Bad                   | 22 september 1996 |
| 4   | The Temptation of Jack           | 29 september 1996 |
| 5   | Lightning Boy                    | 6 oktober 1996    |
| 6   | Bingo! Bingo! Bingo!             | 13 oktober 1996   |
| 7   | Halloween XXVII                  | 30 oktober 1996   |
| 8   | Rock and Roll                    | 3 november 1996   |
| 9   | The Pride of the Injuns          | 10 november 1996  |
| 10  | Eating Hollywood                 | 17 november 1996  |
| 11  | High and Dry                     | 24 november 1996  |
| 12  | The Tell-Tale Lipstick           | 15 december 1996  |
| 13  | Sternberg                        | 19 januari 1996   |
| 14  | The President                    | 2 februari 1996   |
| 15  | Tiffany on the Wild Side         | 9 februari 1996   |
| 16  | The Potato Rebellion             | 16 februari 1997  |
| 17  | B-Minus Blues                    | 23 februari 1997  |
| 18  | From Russia with Love            | 20 april 1997     |
| 19  | Little Ice Cream Shop of Horrors | 27 april 1997     |
| 20  | Shampoo                          | 4 mei 1997        |
| 21  | College!                         | 11 mei 1997       |
| 22  | The Joy of Meat                  | 18 mei 1997       |

## Seizoen 4
| Nr. | Titel aflevering            | Uitzenddatum VS   |
| --- | --------------------------- | ----------------- |
| 1   | Hot Off the Presses         | 7 september 1997  |
| 2   | Experimenting in College    | 14 september 1997 |
| 3   | The Ghost and Mr. Malloy    | 21 september 1997 |
| 4   | Exorcising Jennie           | 28 september 1997 |
| 5   | We Got Next                 | 5 oktober 1997    |
| 6   | Sorority Girl               | 12 oktober 1997   |
| 7   | Ryan Vampire Slayer         | 26 oktober 1997   |
| 8   | Cyber-Tiffany               | 2 november 1997   |
| 9   | Tiffany, the Home Wrecker   | 9 november 1997   |
| 10  | Little Miss Perfect         | 16 november 1997  |
| 11  | The One Kevin's Directing   | 23 november 1997  |
| 12  | Teacher of the Year         | 14 december 1997  |
| 13  | Ryan's Labour Lost          | 11 januari 1998   |
| 14  | Undercover Cheerleader      | 18 januari 1998   |
| 15  | The Chaste Makes Waste      | 1 februari 1998   |
| 16  | Teacher's Pet               | 8 februari 1998   |
| 17  | Let's Get Ready to Rum Ball | 15 februari 1998  |
| 18  | Triple Play                 | 22 februari 1998  |
| 19  | Tiffany's Birthday          | 26 april 1998     |
| 20  | The Old West                | 3 mei 1998        |
| 21  | The Clip Show               | 10 mei 1998       |

## Seizoen 5
| Nr. | Titel aflevering                  | Uitzenddatum VS   |
| --- | --------------------------------- | ----------------- |
| 1   | X-Happily Ever After              | 13 september 1998 |
| 2   | Feline Alright                    | 20 september 1998 |
| 3   | Basketball... Again?              | 27 september 1998 |
| 4   | A Movie Show                      | 4 oktober 1998    |
| 5   | Love Letters                      | 11 oktober 1998   |
| 6   | I Know What You Did in the Closet | 25 oktober 1998   |
| 7   | Ross' IQ                          | 1 november 1998   |
| 8   | The Fencing Show                  | 8 november 1998   |
| 9   | Smart and Stupid                  | 15 november 1998  |
| 10  | The Silver Rule                   | 22 november 1998  |
| 11  | Secrets                           | 13 december 1998  |
| 12  | The Royal Flush                   | 10 januari 1999   |
| 13  | Taffy's Boy                       | 17 januari 1999   |
| 14  | Tiffany's Big Break               | 24 januari 1999   |
| 15  | I Never Dunked For My Father      | 7 februari 1999   |
| 16  | Sex & Violins                     | 14 februari 1999  |
| 17  | Tiffany Burger                    | 21 februari 1999  |
| 18  | The Perfect Guy                   | 28 februari 1999  |
| 19  | Date to Win                       | 2 mei 1999        |
| 20  | The Artist and the Con Artist     | 9 mei 1999        |
| 21  | Tiffany Tutors the Teachers       | 16 mei 1999       |
| 22  | Le Morte D'Floppy                 | 23 mei 1999       |